# Lepidotrigla longipinnis
Lepidotrigla longipinnis är en fiskart som beskrevs av Alcock, 1890. Lepidotrigla longipinnis ingår i släktet Lepidotrigla och familjen knotfiskar. Inga underarter finns listade i Catalogue of Life.